# Göybulaq
Göybulaq är en ort i Azerbajdzjan.   Den ligger i distriktet Şəki Rayonu, i den centrala delen av landet, 240 km väster om huvudstaden Baku. Göybulaq ligger 366 meter över havet och antalet invånare är 370.
Terrängen runt Göybulaq är kuperad åt sydväst, men åt nordost är den platt. Närmaste större samhälle är Sheki, 16,1 km norr om Göybulaq. 
Trakten runt Göybulaq består till största delen av jordbruksmark. Runt Göybulaq är det ganska glesbefolkat, med 38 invånare per kvadratkilometer.